# Trachelas macrochelis
Trachelas macrochelis är en spindelart som beskrevs av Jörg Wunderlich 1992. Trachelas macrochelis ingår i släktet Trachelas och familjen flinkspindlar. Inga underarter finns listade i Catalogue of Life.